# Quincula lobata
Quincula lobata är en potatisväxtart som först beskrevs av John Torrey, och fick sitt nu gällande namn av Constantine Samuel Rafinesque. Quincula lobata ingår i släktet Quincula och familjen potatisväxter. Inga underarter finns listade i Catalogue of Life.